# فرزند جنگ (ترانه بلاندی)
«فرزند جنگ» (به انگلیسی: War Child)، ترانهٔ شمارهٔ ۶ آلبوم سال ۱۹۸۲ گروه موسیقی بلاندی، شکارچی، است. «فرزند جنگ» هیچ‌گاه در ایالات متحده عرضه نشد و در میان تک‌آهنگ‌های غیر ریمیکس‌شدهٔ بلاندی تا کنون در بریتانیا، با رتبهٔ ۳۹، پایین‌ترین مرتبه را داشته است. این آهنگ، آخرین عرضه از آلبوم بود و دبی هری و نایجل هریسن آن را نوشتند؛ کسانی که با یک‌دیگر ترانهٔ «یک راه یا دیگری» را برای آلبوم سال ۱۹۷۹ خطوط موازی نوشتند. بی-ساید این تک‌آهنگ، ترانهٔ «سزار کوچک» از خود آلبوم شکارچی بود.
تک‌آهنگ ۱۲ اینچ شامل یک بازترکیب گسترش‌یافتهٔ ترانه، تهیه‌شده به وسیلهٔ مایک چپمن بود، که در چاپ مجدد سی‌دی آلبوم شکارچی در سال ۲۰۰۱ از سوی شرکت ای‌ام‌آی به عنوان یک آهنگ اضافی یافت می‌شود.
در زمان پخش تک‌آهنگ «فرزند جنگ» در تابستان ۱۹۸۲، بلاندی تاریخ‌های باقی‌ماندهٔ تور جهانی شکارچی را لغو کرد (بدون فرانک اینتفنی، عضوی که پیش‌تر گروه را ترک کرده‌بود) و مدت کوتاهی پس از آن، بلاندی به طور رسمی منحل شد.
سال بعد، دبی هری اولین تک‌آهنگ تک خود را پس از بلاندی در زمانی که مجدداً با تهیه‌کننده، جورجو مورودر، برای آهنگ «راش راش» از فیلم آل پاچینو، صورت‌زخمی، مشارکت کرد، عرضه نمود. آلبوم دوم تک او با عنوان راک‌برد سه سال بعد عرضه شد.

## فهرست آهنگ‌ها
‎UK 7" (CHS 2624, July 1982) & 7" Picture Disc (CHSP 2624, July 1982)‎
1. «War Child» (دبرا هری، نایجل هریسن) - ۳:۴۹
2. «Little Caesar» (دبرا هری، کریس استین) - ۳:۰۰

‎UK 12" (12 CHS 2624, July 1982)‎
1. ‎«War Child» (12" Mix)‎ (هری، هریسن) - ۸:۰۴
2. «Little Caesar» (هری، استین) - ۳:۰۰

## جدول موسیقی
ایرلند: ۲۱

بریتانیا: ۳۹

استرالیا: ۹۶